# Дженкинс (лунный кратер)
Кратер Дженкинс (лат. Jenkins) — крупный древний ударный кратер в восточной экваториальной части видимой стороны Луны. Название присвоено в честь американского астронома Луизы Дженкинс (1888—1970) и утверждено Международным астрономическим союзом в 1982 г. Образование кратера относится к нектарскому периоду.

## Описание кратера

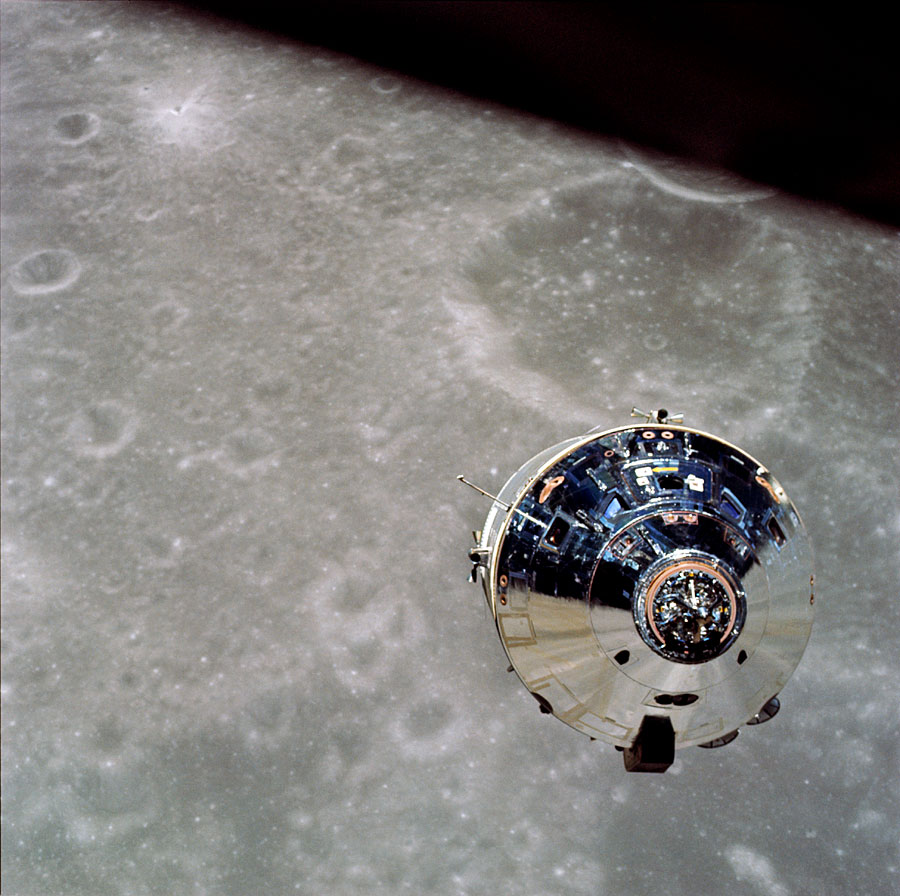
Командный модуль Аполлон-10 на фоне кратера Дженкинс

Ближайшими соседями кратера являются кратер Нобили на западе; кратер Лиувилль на северо-западе; кратеры Бэк и Шуберт на северо-востоке, кратер Ван Влек на юге; а также кратер Вейерштрасс на юго-западе. На северо-западе от кратера находится Море Волн, на востоке Море Смита. Селенографические координаты центра кратера 0°22′ с. ш. 78°02′ в. д. / 0,37° с. ш. 78,04° в. д., диаметр 37,8 км, глубина 3,04 км.
Кратер имеет полигональную форму, существенно разрушен. Вал кратера с узким внутренним склоном, западная часть перекрыта двумя маленькими приметными кратерами. Высота вала над окружающей местностью достигает 1010 м, объем кратера составляет приблизительно 1100 км³. Дно чаши кратера ровное, без приметных структур, отмечено лишь несколькими маленькими кратерами. Центральный пик отсутствует.
До получения собственного наименования в 1982 г. кратер Дженкинс именовался сателлитным кратером Шуберт Z.

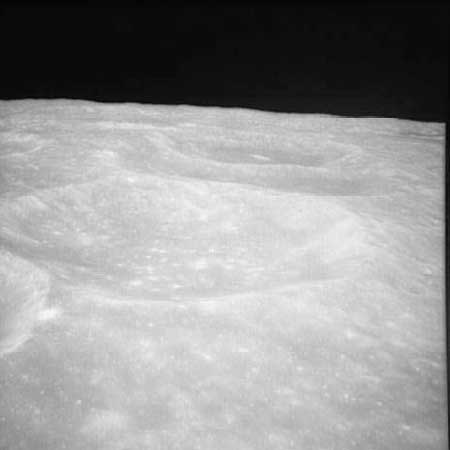
Снимок с борта Аполлона-10 кратера Нобили (на переднем плане) и Дженкинс (на заднем плане)

## Сателлитные кратеры
Отсутствуют.